# Jean-Jacques Mounier
Jean-Jacques Mounier (* 12. Juni 1949 in Lissabon) ist ein ehemaliger französischer Judoka. Er war Olympiadritter 1972 und Europameister von 1970 bis 1972.
Der 1,74 m große Mounier vom Judo Club Raincy Villemomble startete in der zu seiner Zeit untersten Gewichtsklasse, dem Leichtgewicht bis 63 Kilogramm.
Mounier erkämpfte bei den Europameisterschaften 1969 eine Bronzemedaille. 1970 gewann er in Ost-Berlin seinen ersten Europameistertitel durch einen Finalsieg über Sergej Suslin aus der Sowjetunion. 1971 siegte Mounier erstmals bei den französischen Meisterschaften, nachdem er 1970 noch Zweiter hinter Serge Feist geworden war. Bei den Europameisterschaften 1971 in Göteborg besiegte er im Finale Schengeli Pizchelauri aus der Sowjetunion. Im gleichen Jahr gewann Mounier auch bei den Militärweltmeisterschaften. 1972 siegte er bei den französischen Meisterschaften. Im Finale der Europameisterschaften in Voorburg bezwang er Sergej Suslin. Bei den Olympischen Spielen 1972 in München gewannen der Japaner Takao Kawaguchi und Mounier die beiden Poolfinales. Im Halbfinale unterlag Mounier dem über die Hoffnungsrunde ins Halbfinale gelangten Mongolen Bachaawaagiin Bujadaa, Mounier erhielt die Bronzemedaille. 1973 gewann Mounier zum dritten Mal bei den französischen Meisterschaften. Bei den Judo-Weltmeisterschaften 1973 unterlag Mounier im Halbfinale dem Japaner Yoshiharu Minami und verlor anschließend den Kampf um die Bronzemedaille gegen den Kubaner Héctor Rodríguez. Mounier war noch bis 1977 aktiv, konnte sich aber nicht mehr für internationale Meisterschaften qualifizieren.